# Rayman: The Animated Series
Rayman: Animowana Seria (ang. Rayman: The Animated Series) – czteroodcinkowy serial animowany wyprodukowany w 1999 roku na potrzeby promocji postaci Raymana i gry Rayman 2: The Great Escape. Serial powstał w jęz. francuskim, ale wyemitowano go również w krajach anglojęzycznych i w Holandii. W niektórych źródłach serial pojawia się jako "Rayman TV Serial".
Miejsce i czas akcji serialu prawdopodobnie jest w świecie innym niż Rozdroże Marzeń, po wydarzeniach z Rayman 2: The Great Escape i Rayman Revolution. Wskazuje na to fakt m.in. istnienia domków jednorodzinnych oraz istot nie ukazanych w żadnej z gier. Oprócz tego w serialu nie ma wzmianki o armii Robo-piratów Brzytwobrodego. 

## Fabuła
Serial opowiada o przygodach Raymana i jego przyjaciół - Betiny, Cookie, Flipsa i LacMaca. Są więzieni przez Riggatoniego, który zmusza ich do pracy w jego cyrku. Oprócz tego w cyrku pracuje admirał Brzytwobrody, który odpowiada m.in. za klatki i pilnowanie więźniów. 
Pewnego dnia jednak głównym bohaterom udaje się uciec z rąk niegodziwca i wyruszają w świat, by zacząć nowe, normalne życie. Jednakże Riggatoni nie może się z tym pogodzić - wysyła za nimi m.in. Inspektora Gruba, który ma ich schwytać i sprowadzić do cyrku z powrotem.

## Bohaterowie
- Rayman - główny bohater, namawia resztę przyjaciół do ucieczki. W serialu nie posiada tak dużej mocy jak w grach Ubi Softu, nie wspomina też ani razu o przyjaciołach z tamtych produkcji.
- Brzytwobrody - kapitan Robo-piratów, w serialu odpowiada m.in. za klatki i pilnowanie więźniów.
- Riggatoni - właściciel cyrku, który zmuszał więźniów do pracy na jego konto. Posiada obsesję na punkcie złapania Raymana.
- Betina - jest dziewczyną bardzo rozciągniętą. Potrafi wykonać nieźle akrobację w powietrzu i bezpiecznie wylądować. Traktuje Flips jak swoją młodszą siostrę.
- Cookie - antropomorficzny pies, który lubi dużo dramatyzować i marudzić. Potrafi świetnie prowadzić samochód.
- LacMac - antropomorficzny królik będący niczym mitologiczny Narcyz - sądzi, że cały świat kręci się wokół niego. Jest on także bardzo silny, co pomaga wszystkim uciec z cyrku.
- Flips - jest małą wróżką, która nie potrafi mówić. Potrafi latać i zawsze stara się pomóc.
- Inspektor Grub - inspektor wysłany przez Riggatoniego w celu schwytania uciekinierów.

## Oryginalna obsada
- Rayman - Emmanuel Garijo
- Brzytwobrody - Patrick Guillemin
- Cookie - Michel Elias
- Betina - Patricia Legrand
- Riggatoni - Michel Elias
- LacMac - Patrice Baudrier
- Inspektor Grub - Michel Elias

- Dodatkowe głosy: Emmanuel Fouquet, Philippe Bozo, Catherine Hamilty, Olivier Hémon i Marie Vincent